# ادوارد خورشودیان
ادوارد خورشودیان (ارمنی: Էդուարդ Խուրշուդյան؛ انگلیسی: Eduard Khurshudian) دیپلمات، ایران‌شناس و سیاستمدار اهل ارمنستان است که در بین سال‌های ۱۹۹۰ تا ۲۰۰۴ سفیر ارمنستان در قزاقستان و بین سال‌های ۲۰۰۰ تا ۲۰۰۴ سفیر ارمنستان در قرقیزستان بود.

## زندگی‌نامه
در ۱۹۸۵م دانشکدهٔ خاورشناسی دانشگاه دولتی ایروان را به پایان رساند. از ۱۹۸۵ تا ۱۹۹۰م در سن پترزبورگ به فراگیری دانش پرداخت و دورهٔ دکترای را در همان‌جا به پایان رساند. از ۱۹۹۰ تا ۱۹۹۳م کارمند ارشد پژوهشگاه خاورشناسی ایروان بود. از ۱۹۹۳ تا ۱۹۹۴م در پژوهشگاه هند و آلمانی و هند و ایرانی آلمان و از ۱۹۹۴ تا ۱۹۹۷م بار دیگر در سمت کارمند ارشد پژوهشگاه خاورشناسی ایروان به کار سرگرم بود. وی در ۱۹۹۷م به ریاست بخش مربوط به ایران در وزارت امور خارجهٔ ارمنستان درآمد. خورشودیان در ۱۹۹۹م در سمت سفیر جمهوری ارمنستان در جمهوری‌های قزاقستان و قرقیزستان به کار پرداخت. وی دارای مدرک فوق دکتری در رشتهٔ تاریخ و عضو انجمن سکه‌شناسی شرق انگلستان است. مقالات بسیاری دربارهٔ روابط فرهنگی و ایران و ارمنستان و نیز مقالاتی دربارهٔ سکه‌شناسی ایرانی و ارمنی به چاپ رسانده‌است. خورشودیان متون فارسی میانه را به ارمنی ترجمه کرده و به چاپ رسانده‌است.